# Pemrlice

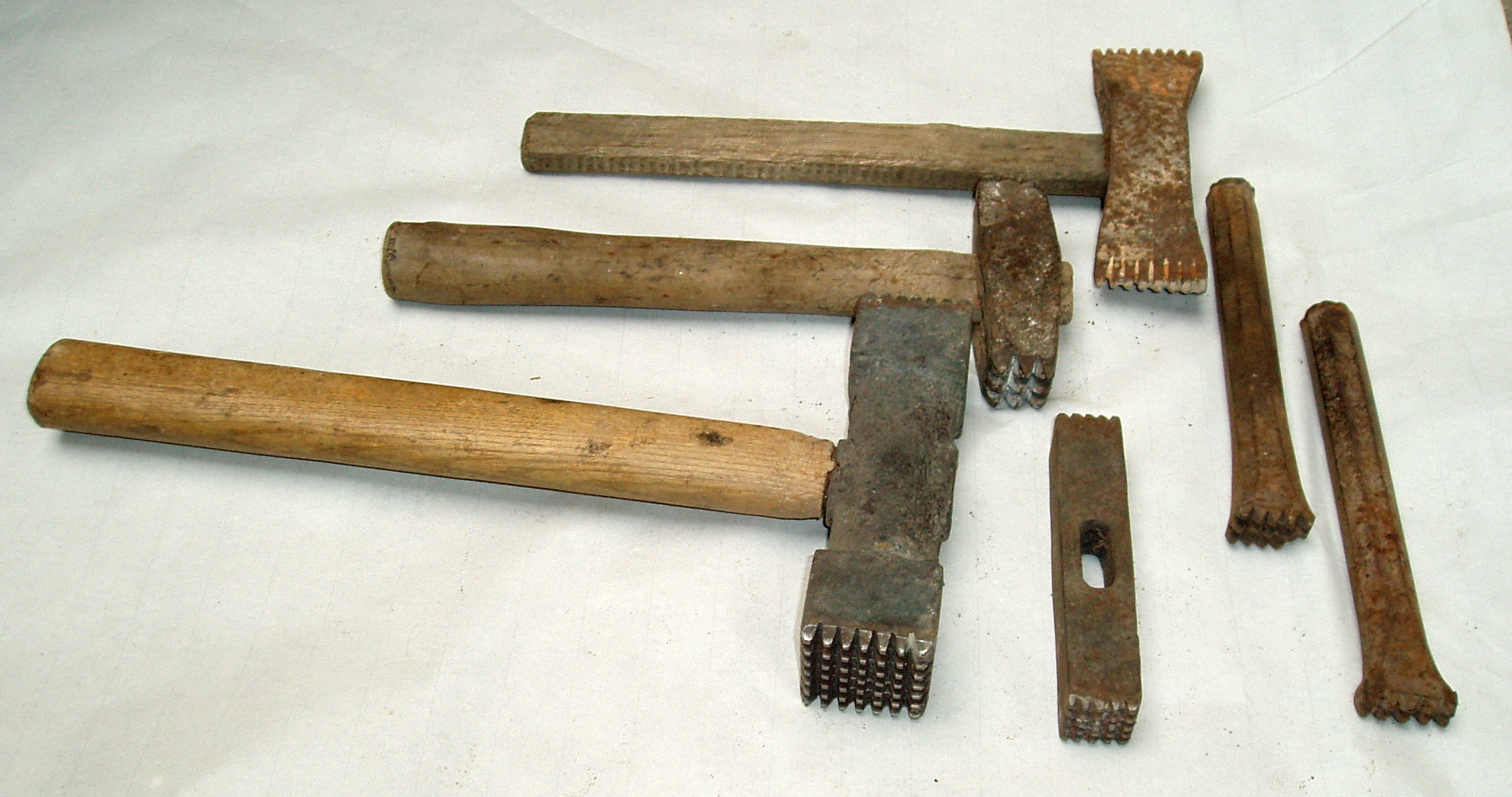
Sbírka pemrlic

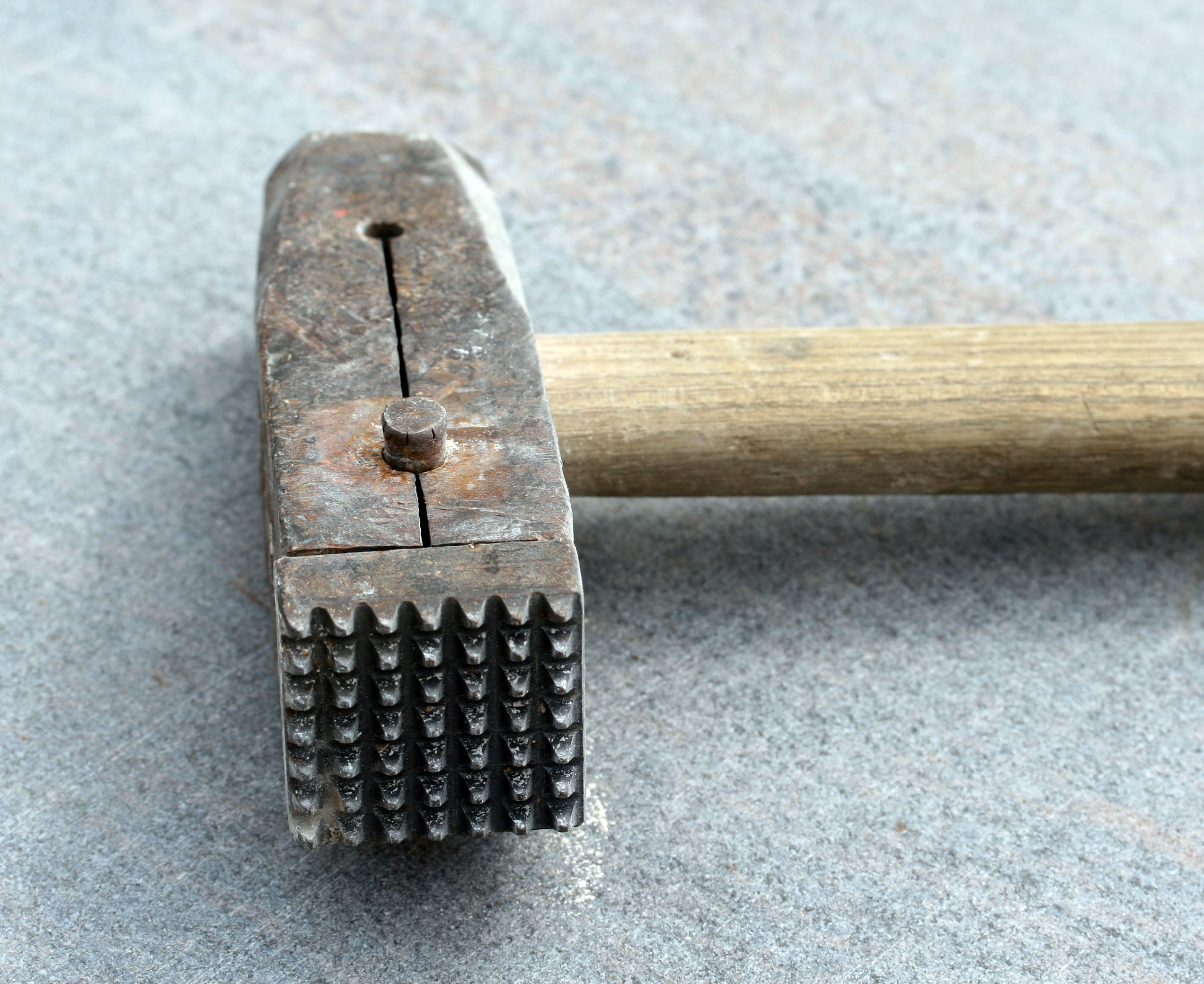
Ruční pemrlice s vyměnitelnou pracovní ploškou

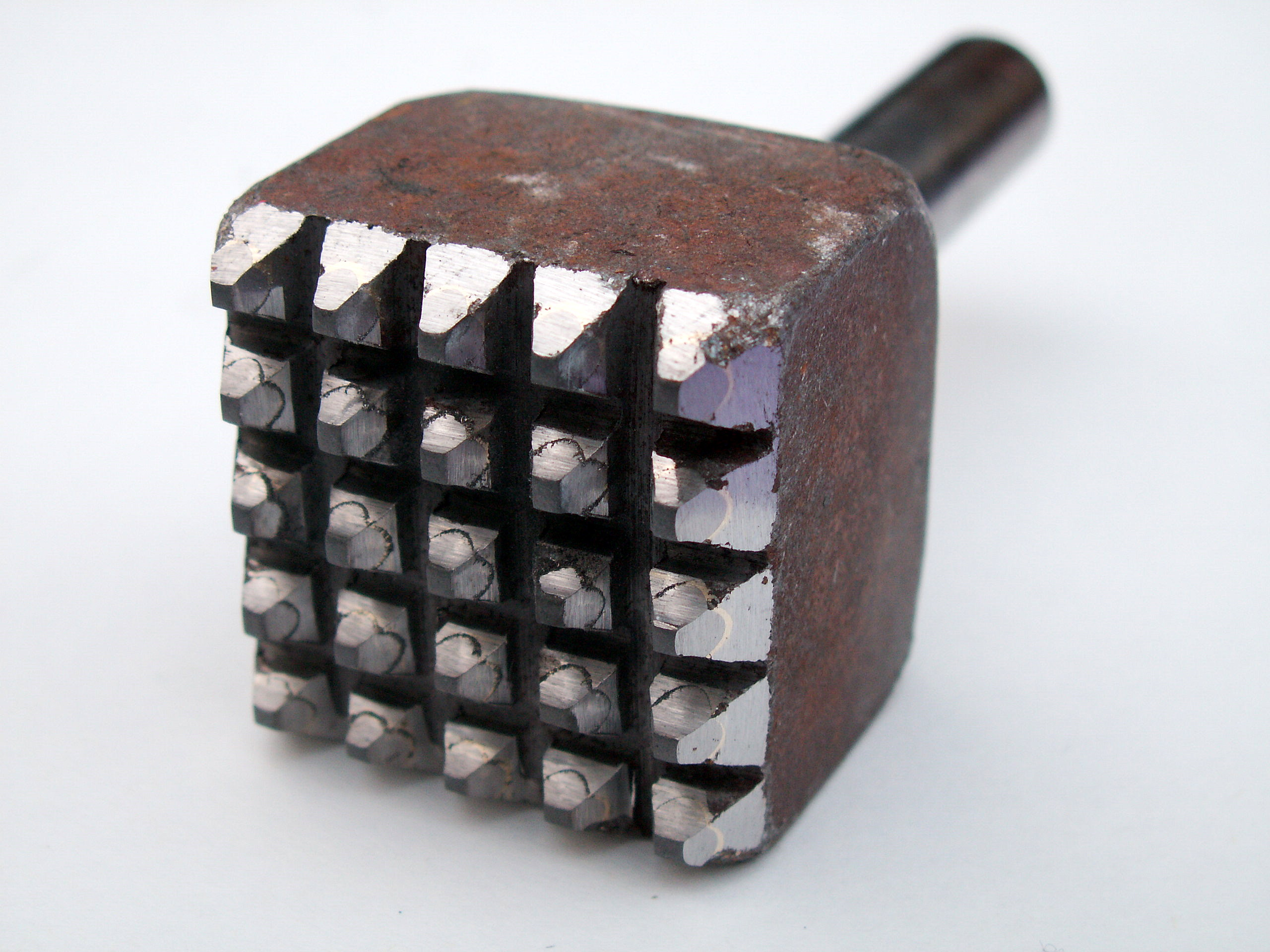
Pemrlovací kladivo s hroty ze slinutého karbidu
určené pro pneumatické nářadí

Pemrlice je kamenický nástroj určený k finální úpravě povrchu kamene, betonu nebo teraca. Po úpravě plochy pemrlováním je povrch rovnoměrně zdrsněný.
Původně se jednalo o kladivo, jehož hlavice byla obvykle opatřená čtvercovou pracovní plochou vytvořenou z jehlancových hrotů. V současné době je pemrlice také vyměnitelným pracovním nástrojem ručního nářadí nebo specializovaných strojů. 
Namáhavá práce  s ruční pemrlicí je v současnosti pro větší plochy nahrazena pemrlováním pomocí pneumatického nebo elektrického nářadí, pro které jsou vyráběny odpovídající pemrlovací kladiva. Povrchy kamenických a betonových výrobků se upravují přímo ve výrobnách strojně.
Výsledné zdrsnění je odvislé od počtu a velikosti zubů na pracovním nástroji.
Při restaurátorských pracích se na malé plošky užívají speciální ruční sekáče, např. dvojzubák